# Biblioteca de la ciudad de Malmö
La biblioteca de la ciudad de Malmö (en sueco: Malmö stadsbibliotek) se encuentra en Malmö, Suecia, y celebró su 100 aniversario en diciembre de 2005. Contiene 550 000 diferentes medios, alrededor de 10 000 y 33 500 DVD CD de música. En 2006 se convirtió en la primera biblioteca en Suecia para prestar servicios de videojuegos.
La biblioteca abrió por primera vez el 12 de diciembre de 1905. En ese momento tenían 3096 volúmenes, libros y publicaciones periódicas. En 1946 se trasladó a "El Castillo". Este sitio, como había llegado a ser conocido, fue construido originalmente para el Museo de Malmö, y fue diseñado por el arquitecto Juan Smedberg y Fredrik Sundbärg que se inspiraron en los castillos suecos y daneses.
La biblioteca se compone de tres edificios. El Calendario de la luz fue diseñado por el arquitecto danés Henning Larsen y fue inaugurado el 31 de mayo de 1997. El castillo fue restaurado y reinaugurado el 24 de septiembre de 1999. Estos dos edificios están unidos por un edificio llamado El Cilindro, donde se encuentra la entrada, un punto de información, servicio de devolución y una cafetería.